# Koji Kondo
Koji Kondo (近藤 浩治, Kondō Kōji) (Nagoia, 13 de agosto de 1961) é um compositor e músico japonês, famoso pelas trilhas sonoras produzidas para os jogos de videogame da empresa Nintendo. Seus principais trabalhos ficaram conhecidos nas séries Super Mario, Star Fox, The Legend of Zelda, entre muitos outros.

## Alguns jogos nos quais participou
- 1984 Punch-Out!! (versão dos Arcades)
- 1984 Duck Hunt
- 1984 Golf
- 1984 Vs. Stroke & Match: Golf
- 1984 Famicom BASIC
- 1984 Devil World (com Akito Nakatsuka)
- 1985 Soccer
- 1985 Arm Wrestling
- 1985 Wrecking Crew
- 1985 Kung Fu
- 1985 Super Mario Bros.
- 1986 Nazo no Murasame Jo
- 1986 Super Mario Bros.: The Lost Levels
- 1986/1987 The Legend of Zelda
- 1987 Shin Onigashima
- 1987 Yume Kōjō: Doki Doki Panic (Super Mario Bros. 2 fora do Japão)
- 1988 Ice Hockey
- 1988/1990 Super Mario Bros. 3
- 1990 Super Mario World
- 1990 Pilotwings
- 1991 The Legend of Zelda: A Link to the Past
- 1993 Star Fox
- 1995 Super Mario World 2: Yoshi's Island
- 1996 Super Mario 64
- 1997 Star Fox 64 (com Hajime Wakai)
- 1998 The Legend of Zelda: Ocarina of Time
- 1999 Super Smash Bros. (com outros músicos)
- 2000 The Legend of Zelda: Majora's Mask (com Toru Minegishi)
- 2000 Mario Party 3 (com Ichiro Shimakura)
- 2001 Pikmin
- 2001 Super Smash Bros. Melee (com outros músicos)
- 2002 Super Mario Sunshine (com Shinobu Tanaka)
- 2003 The Legend of Zelda: The Wind Waker (com Kenta Nagata, Hajime Wakai e Toru Minegishi)
- 2004 The Legend of Zelda: Four Swords Adventures (com Asuka Ota)
- 2006 New Super Mario Bros. (com Asuka Ota e Hajime Wakai)
- 2006 The Legend of Zelda: Twilight Princess (com Toru Minegishi e Asuka Ohta)
- 2007 Super Mario Galaxy (com Mahito Yokota)
- 2008 Super Smash Bros. Brawl (com outros músicos)
- 2009 The Legend of Zelda: Spirit Tracks (com Toru Minegishi, Manaka Tominaga e Asuka Ota)
- 2010 Super Mario Galaxy 2 (com Mahito Yokota e Ryo Nagamatsu)
- 2011 The Legend of Zelda: Skyward Sword (com Hajime Wakai, Shiho Fujii, Mahito Yokota e Takeshi Hama)
- 2013 Super Mario 3D World (com Mahito Yokota, Toru Minegishi e Yasuaki Iwata)

- 2015 Super Mario Maker (com Naoto Kubo e Asuka Hayazaki)

- 2017 Super Mario Odyssey (com Naoto Kubo e Shiho Fujii)‎
- 2019 Super Mario Maker 2